# Luis Enrique Mejía Godoy
Luis Enrique Mejía Godoy é um dos mais importantes compositores e intérpretes nicaragüenses.  Pertence a uma família com tradição musical, seu pai era músico e seu irmão, Carlos Mejía Godoy, também é um renomado músico. Participou ativamente no período do Governo Sandinista (1979 - 1990) com diversas funções neste. Sua obra, de conteúdo altamente social, é muito importante na história da música de Nicaragua e de toda a música composta em espanhol.
Durante sua carreira, lançou 23 discos.
Compôs, juntamente com seu irmão Carlos, canções de discos como:
- "Guitarra Armada" (1979);
- "Cantata al General Sandino" (1981); e
- "Canto Épico al FSLN" (1983).

Musicalizou obras de poetas nicaraguenses como: Rubén Darío, Ernesto Cardenal, José Coronel Urtecho, Joaquín Pasos, Pablo Antonio Cuadra, Gioconda Belli, José Cuadra Vega, Francisco De Asis Fernández e David McField, entre outros.
Compôs trilhas sonoras de filmes e obras exibidas na televisão.
Nasceu em 19 de fevereiro de 1945, na cidade de Somoto, departamento de Madriz, no norte da Nicarágua. Filho de Carlos Mejía Fajardo artista popular e carpinteiro que construía marimbas; e de Elsa María Godoy, professora e produtora de pão artesanal.
Em 1967, foi a estudar medicina na Costa Rica, mas abandonou os estudos para integrar ao grupo de música juvenil: "Los Rufos", com os quais gravou sete discos, até que em 1969, o grupo se desintegrou.
Em 1970, deu iniciou a carreira solo, fazendo apresentações pela Costa Rica, com seu violão, em universidades, praças e escolas. Foi na Costa Rica onde gravou seu primeiro disco: "Hilachas de Sol", pela Columbia Records, empresa com a qual gravaria mais cinco discos até 1979.
Em 1975, fundou na Costa Rica o Grupo Tayacán, com quem gravou discos e fez apresentações na Alemanha Oriental, Cuba, México, Honduras e El Salvador.
Entre 1973 e 1979, estudou na Universidade Nacional da Costa Rica.
Foi fundador do Movimento da Nueva Canción Costarriquense.
Entre 1979 e 1988, pós a tomada do poder pela FSLN (Revolução Sandinista), trabalhou no Ministério da Cultura da Nicarágua no Departamento de Música, onde fundou a gravadora de discos ENIGRAC da qual foi diretor até 1988.
Em 1980, fundou o Grupo Mancotal com quem gravou vários discos e realizou apresentações pela América Latina, Canadá e Europa, até 1988. Discos desse grupo foram comercializados na América Central e em países como: México, Argentina, Venezuela, Brasil, Uruguai, Estados Unidos, Alemanha, Holanda e Japão.
Foi integrante da ASTC (Associação Sandinista de Trabalhadores da Cultura), onde, juntamente com o Grupo Mancotal, atuou nas Brigadas de Cultura para apoiar a Campanha Nacional de Alfabetização na Nicarágua na década de 1980.
Em 1989, fez várias apresentações com o grupo salvadorenho "La Banda Tepehuani".
Em 1991, juntamente com seu irmão Carlos, compôs canções para a campanha presidencial da FSLN.
Em 1993, escreveu a "Canción de Cuna para um Pipito", que falava sobre as crianças com deficiências físicas na Nicarágua.
Em 1993, juntamente com seu seu irmão Carlos e outros amigos, fundou o primeiro "Café Concert" da Nicarágua, chamado: "La Buena Nota", onde fez apresentações até 1997.
Em 1998, juntamente com seus irmãos, fundou o "Café Concert": "La Casa de Los Mejia Godoy", onde são realizadas apresentações que promovem o canto e a poesia nicaraguense.
Em 2002:
- publicou seu livro de memórias: "Relincho en la sangre - Relatos de un Trovador errante" , pela "Editorial Anama", que foi vendido juntamente com um CD de canções inéditas;
- gravou a canção "Atrevete", para a Organização de Inclusão Interamericana, com cessão de direitos autorais. Essa canção foi traduzida para o inglês, francês, italiano, português, alemão e japonês.

Em 2003 recebeu recebeu o títulos:
- de Doutor Honoris Causa, concedido pela Universidade Nacional Agrária da Nicarágua, juntamente com ser irmão Carlos; e
- de "Campeão de Saúde de Nicarágua", concedido pela Organização Panamericana da Saúde, juntamente com seu irmão Carlos, Alexis Argüello e Norma Helena Gadea.

Em 2006, recebeu o título da "Ordem Cultural Rubén Darío", concedido pela Presidência da República, juntamente com seu irmão Carlos.
Em 2007, escreveu, em parceria com Luís Pastor González, a canção-tema da Campanha Teleton daquele ano.
Em março de 2008, gravou a canção "Yo soy de un pueblo sencillo", em parceria com o paraguaio Víctor Flecha, em espanhol e em guarani.
Também em 2008, fez apresentações na América Central, no Canadá, no Equador e México.
Ajudou a fundar, juntamente com seu irmão, a "Fundação Mejía Godoy", que promove a arte e a cultura.
É integrante da Associação de Cantores Nicaraguenses (Ascan), da Sociedade de compositores e autores da Nicarágua (Nicautor), da Associação de Compositores da Costa Rica (Acam) e da Rede de Escritores pela Terra.
Durante a carreira, fez apresentações conjuntas com músicos como: Camilo Zapata, Otto de la Rocha, Norma Helena Gadea, Sílvio Rodríguez, Joan Manuel Serrat, Pablo Milanés, Vicente Feliú, Mercedes Sosa, María Teresa Parodi, Sara González, Daniel Viglietti, Roy Brown, Jackson Browne, Pete Seeger, Holy Near, Alí Primera, Lilia Vera, Eugênia León, Adrián Goizueta, Luís Angel Castro, Isabel Parra, Angel Parra, Guillermo Anderson, Alux Nahual, Rômulo Castro, Amparo Ochoa, Oscar Chávez, Caíto Díaz, Nahuel (Carlos Porcel de Peralta), Delfor Sombra; e grupos musicais como: Quilapayún, Inti Illimani, Quinteto Tiempo, Editus, Malpais, Yolocamba Ita, Banda Tepehuani, Cantoamérica, entre outros.
Também fez apresentações com poetas como: Ernesto Cardenal, Sérgio Ramírez, Gioconda Belli, Vida Luz Meneses e Daysi Zamora.